# Mirage Retail Group

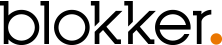
Das Logo von Blokker bis 2019

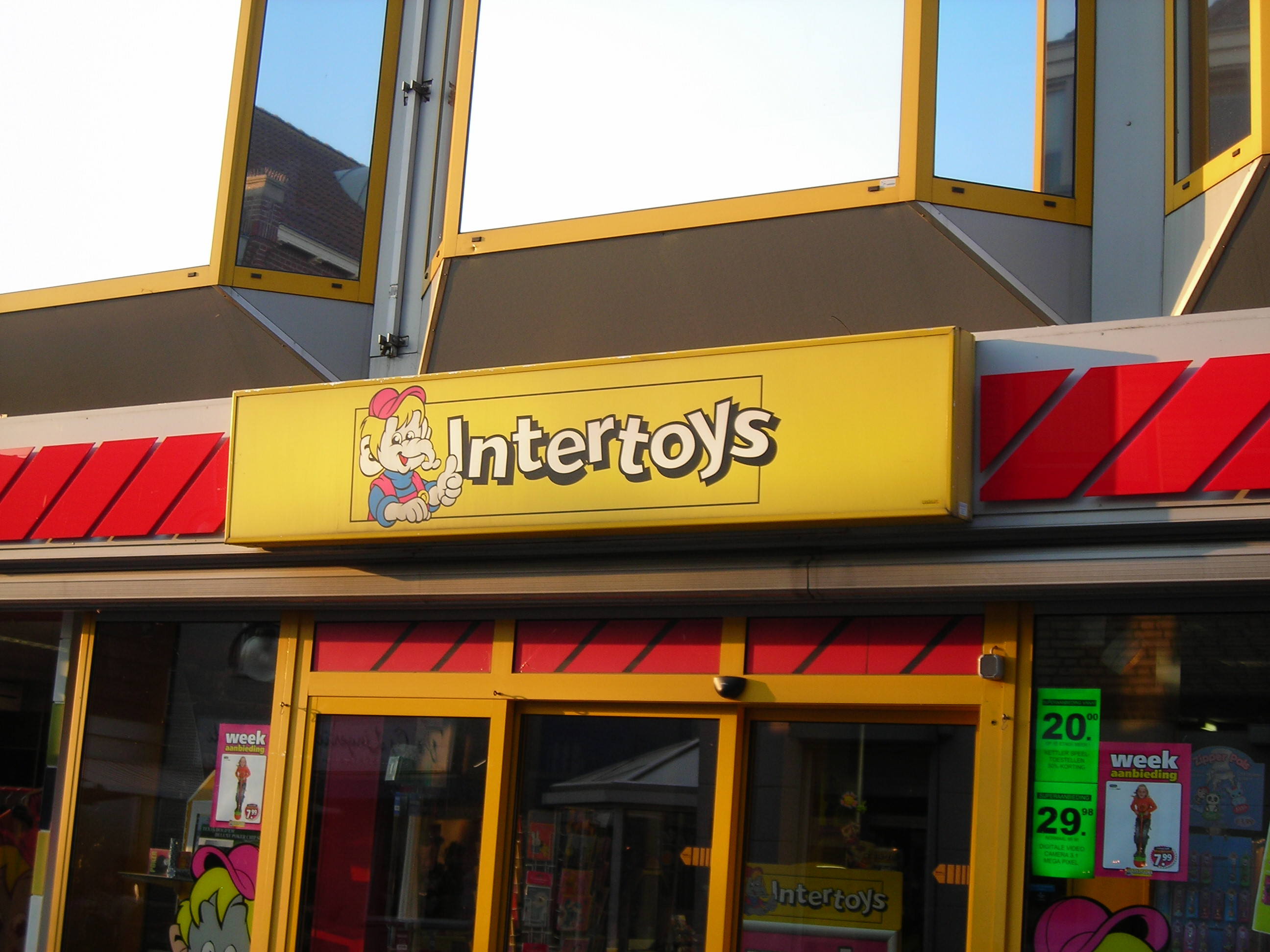
Eine Intertoys-Filiale in Boxmeer

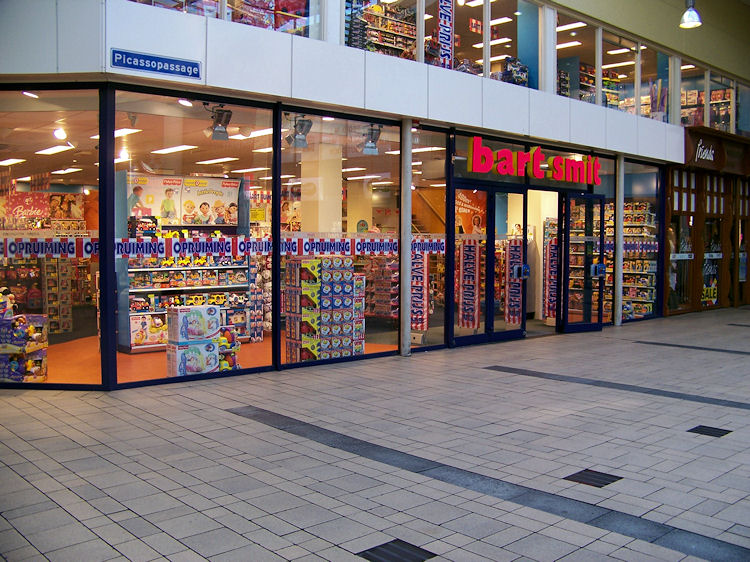
Ein Geschäft von Bart Smit in Emmen

Die Mirage Retail Group (bis 2019 Blokker Holding B.V.) ist die Führungsgesellschaft eines niederländischen Handelsunternehmens, das auch in Belgien, Luxemburg, Frankreich, Deutschland und weiteren Ländern tätig ist. Blokker betreibt unter verschiedenen Namen Ladenketten, die vor allem mit Haushalts- und Spielwaren vorwiegend im mittleren bis niedrigen Preissegment handeln, aber auch mit Inneneinrichtungsgegenständen, Gartenzubehör, modischen Accessoires und anderem. Hauptsitz der Blokker Holding ist Laren in Nordholland. Die Gruppe gehört zu den größten Spielwarenhändlern in Mitteleuropa, beschäftigt rund 24.500 Mitarbeiter und erzielt einen Jahresumsatz von 2,8 Milliarden Euro.

## Geschichte
Blokker wurde am 25. April 1896 von Jacob und Saapke Blokker in Hoorn als Eisen- und Holzwarenladen unter dem Namen De goedkope IJzer- en Houtwinkel gegründet. 1923 erwarb man eine ehemalige Töpferei, um sich dort zu vergrößern. In den 1930er Jahren eröffneten die Söhne unter dem Namen Gebroeder Blokker mehrere Filialen in der Randstad. Ihre Nachkommen bauten das Unternehmen zu einer landesweiten Kette aus. Durch Übernahmen anderer Unternehmen wuchs die Gruppe weiter. Heutzutage betreibt die Blokker Holding insgesamt rund 2700 Läden in 14 Ländern.
2003 wurde Jaap Blokker als Händler des Jahres ausgezeichnet. Nach der 2007 erfolgten Umflaggung der deutschen Kaufhauskette  Karstadt kompakt zur Hertie GmbH wurden deren Spielwarenabteilungen komplett über Intertoys beliefert.
2019 verkaufte die Familie Blokker die Holdinggesellschaft an Michiel Witteveen, der CEO wurde und weniger profitable Ketten verkaufte.
Am 13. November 2024 erklärte die Rechtbank Amsterdam das Tochterunternehmen Blokker für insolvent.

## Vertriebsmarken
- Blokker (Haushaltswaren, Gartenbedarf, Multimedia, Spielzeug), Big bazar (Haushaltswaren), Budget (Haushaltswaren, Parfümerie-/ Drogerieartikel, Süßigkeiten),  E-Plaza (Tochtergesellschaft von Bart Smit, vertreibt Computerspiele), Elektroblok (Haushaltswaren), Familux, Giraffe, Gifts and Dreams, Groenblok/Tuincentrum Overvecht (Gartencenter-Kette), Holland Handels Huis, Hoyng, Intertoys (rund 200 Spielwarengeschäfte, teils auf Franchise-Basis geführt), Maxi Toys (Spielwaren).

### Ehemalig
- Bart Smit (rund 150 Spielwarengeschäfte), Casa (Dekorationsartikel), Cook&Co, Leen Bakker (Möbel und Einrichtungszubehör), Marskramer (Haushalts- und Spielwaren), Novy, Toys2play (Spielwaren), Xenos (Geschenkartikel, Haushaltskeramik, Glaswaren, Kerzen, Haushaltsartikel, Kleinmöbel, Nahrungsmittel), Trend Center (Großhandel).